# Dobrovolný svazek obcí
Dobrovolný svazek obcí (dále jen svazek obcí) je právnickou osobou, jejíž vznik, předmět činnosti, jakož i práva občanů obcí sdružených ve svazku obcí, upravuje zákon č. 128/2000 Sb., o obcích (obecní zřízení) v § 49–53. Od 1. ledna 2024 je účinná novela zákona o obcích, podle kterého se takový svazek obcí, který splňuje zákonem stanovené podmínky, může stát společenstvím obcí. Na společenství obcí mohou obce kromě své samostatné působnosti přenášet i činnosti přenesené státní působnosti.  

## Základní informace
Podle příslušného zákona mají obce právo být členy dobrovolného svazku obcí za účelem ochrany a prosazování společných zájmů. Obce mohou vytvářet jak nové svazky obcí, tak také vstupovat do již existujících svazků obcí. Členem svazku obcí může být však pouze obec (nikoli např. kraj). Svazek obcí, jakožto právnická osoba, vzniká zápisem do rejstříku svazků obcí. Ten je veden u příslušného krajského úřadu podle sídla svazku obcí. Návrh podává zmocněná osoba, kterou zmocňují členské obce svazku. K návrhu na zápis do rejstříku svazků obcí je nutno doložit smlouvu o vytvoření svazku obcí včetně stanov, které musí obsahovat informace o tom, kdo jsou první členové statutárního orgánu.
Rovněž hlavní město Praha se může na základě smlouvy stát členem svazku obcí. Pravidla týkající se působnosti hlavního města Prahy pro tuto oblast upravuje zákon č. 131/2000 Sb., zákon o hlavním městě Praze (§ 24).

## Předmět činnosti
Předmětem činnosti svazku obcí mohou být úkoly z mnoha různých oblastí veřejného života, jejichž výčet je rovněž definován příslušným zákonem. Například se jedná o činnosti z těchto sfér:
- školství, sociální péče, zdravotnictví, kultury, požární ochrany, veřejného pořádku, ochrany životního prostředí, cestovního ruchu a péče o zvířata,
- zabezpečování čistoty obce, správy veřejné zeleně a veřejného osvětlení, shromažďování a odvozu komunálních odpadů a jejich nezávadného zpracování, využití nebo zneškodnění, zásobování vodou, odvádění a čištění odpadních vod,
- zavádění, rozšiřování a zdokonalování sítí technického vybavení a systémů veřejné osobní dopravy k zajištění dopravní obslužnosti daného území,
- úkoly v oblasti ochrany ovzduší, úkoly související se zabezpečováním přestavby vytápění nebo ohřevu vody tuhými palivy na využití ekologicky vhodnějších zdrojů tepelné energie v obytných a jiných objektech ve vlastnictví obcí,
- provoz lomů, pískoven a zařízení sloužících k těžbě a úpravě nerostných surovin,
- správa majetku obcí, zejména místních komunikací, lesů, domovního a bytového fondu, sportovních, kulturních zařízení a dalších zařízení spravovaných obcemi

a dalších

## Práva občanů obcí sdružených ve svazku obcí
Občané obcí sdružených ve svazku obcí, kteří dosáhli věku 18 let, jsou podle zákona oprávněni účastnit se zasedání orgánu svazku obcí a nahlížet do zápisů o jeho jednání, podávat orgánu svazku obcí písemné návrhy, vyjadřovat se k návrhu rozpočtu svazku obcí a k závěrečnému účtu svazku obcí za uplynulý kalendářní rok.

## Přehled svazků obcí v ČR
Kompletní přehled svazků obcí v ČR je možné získat prostřednictvím nahlížení do jednotlivých oddělených rejstříků svazků obcí, které vedou pro svůj region příslušné kraje, a které jsou dostupné online na oficiálních internetových stránkách krajů:
- Středočeský kraj[6]
- Liberecký kraj[7]
- Ústecký kraj[8]
- Karlovarský kraj[9]
- Plzeňský kraj[10]
- Kraj Vysočina[11]
- Královéhradecký kraj[12]
- Pardubický kraj[13]
- Olomoucký kraj[14]
- Zlínský kraj[15]
- Jihomoravský kraj[16]
- Moravskoslezský kraj[17]